# Raubtier
Pour les articles homonymes, voir Raubtier (homonymie).
Raubtier est un groupe de metal industriel suédois, originaire d'Haparanda. Le nom du groupe vient de l'allemand Raubtier : « carnivore ». Tous les membres du groupe contribuent à la composition des chansons.
Leur premier single, Kamphund, est devenu un tube sur la radio Bandit Rock.

## Biographie
Le groupe est formé en 2008 à Haparanda.
Le 25 mars 2009 le groupe publie son premier album, Det finns bara krig. Leur premier single, Kamphund, devient un tube sur la chaine de radio locale Bandit Rock 106,3.
Le 22 septembre 2010, le groupe publie son deuxième album, intitulé Skriet från Vildmarken. Raubtier tourne avec Sabaton pendant leur tournée World War Tour en décembre 2010, leur permettant de mieux se faire connaitre en Scandinavie.
Raubtier publie un nouveau single, intitulé Qaqortoq, le 13 novembre 2013 et annonce un nouvel album. Un autre single, intitulé Den Sista Kulan, est publié fin août 2015 comme avant-goût de leur futur album. Raubtier publie l'album Bärsärkagång en février 2016. À l'exception de Dragunov, dont les paroles sont en anglais, toutes les paroles sont en suédois.

## Membres

### Membres actuels
- Pär Hulkoff — chant, guitare, claviers ;
- Mattias « Buffeln » Lind — batterie ;
- Jonas Kjellgren — basse.

### Anciens membres
- Waylon — basse ;
- Hussni Mörsare — basse ;
- Thorbjörn Englund — basse ;
- Gustaf Jorde — basse.

## Discographie
- 2009 : Det Finns Bara Krig.
- 2010 : Skriet Från Vildmarken.
- 2012 : Från Norrland till Helvetets Port.
- 2014 : Pansargryning.
- 2016 : Bärsärkagång.
- 2019 : Överlevare.